# 豊日別
豊日別（とよひわけ）は『古事記』に登場する神。

## 概要
『古事記』国産みの段において、伊邪那岐命・伊邪那美命が産んだ大八島国の一つである筑紫島は、伊予之二名島と同じく体は1つだが顔は4つあるとした。その2番目が豊国であるが、神の顔の名は豊日別であると記している。他の3つの顔は筑紫国の白日別、肥国の建日向日豊久士比泥別、熊襲国の建日別である。
次生筑紫嶋、此嶋亦、身一而有面四、毎面有名、故、筑紫國謂白日別、豐國謂豐日別、肥國謂建日向日豐久士比泥別自久至泥、以音、熊曾國謂建日別。曾字以音。—古事記
ただし、江戸中期の神道学者の度会延佳は、筑紫国や豊国といった国名は、いささか後世になってからの名称であって、神代には、国名が白日別、豊日別などの名称だったのであろう、筑紫島が9国に分かれ西海道と呼ばれるようになったのも（律令制が敷かれた）のちのことである、としている。

## 祀る神社
到津八幡神社、豊日別宮（草場神社）、闇無浜神社、菅原神社、高住神社、温泉神社などに祀られている。
豊日別宮
豊日別宮（福岡県行橋市）の社伝では、6世紀の欽明天皇2年、筑紫国の日別大神の神官・大伴連牟彌奈里に「吾は猿田彦神なり」と神託があり、猿田彦は天照大神の分神であり、 豊日別大神を本宮とし、猿田彦を別宮とするとの記述がある。ここから、豊日別は猿田彦と同一神格と見られることもあるが、道祖神とはやや異なろう。
豊日別宮の社伝は、豊日別が高御産巣日神と入れ替わったように見えるが、両者が同一の神格であることを示す傍証とも言えよう。或いは「豊日別」が高木神の称号または役職名であったのかもしれない。初期王朝に於ける「別」「耳」は、首長または国の名に使われている。
温泉神社
高来郡（肥前国）ではこの四面神を「お四面さま」として祀り、四面宮 と称した。雲仙を本宮とし、山田・千々石・有江（有家）・伊佐早（諫早）に分霊を置いて遥拝した。後、島原半島一円に広がった。キリシタン大名有馬晴信により、その家臣団が煽動した島原の乱により、多くが破壊されてなお存続したが、開化期に至り「温泉（うんぜん）神社」と改称した。長崎県雲仙市小浜町、別名「四面宮」。
高住神社
高住神社は、鷹巣山を拝する鷹栖宮であるが、豊日別を英彦山北岳の高住神社に祀る。八大天狗の彦山豊前坊としても知られ、北部九州に散在する「豊前坊」「豊日社」は、この神を英彦山修験が祀ったものである。
高木神社（英彦山）
英彦山麓に林立する高木神社は、元は大行事社といった。この大行事権現は高御産巣日神であり、猿田彦大神に変身して瓊瓊杵尊の天下りを助けたと伝わる。
大行事権現は。猿田彦神にて御す也。又は衢靈神とも號す。此の猿田彦と申すは。十禅師権現母方の祖父御前。高皇産靈命皇孫降臨の時。三百六十種の御寳物を譲り玉ひけるも。此の國には地祇部類邪悪の神達多く御す故に。路次の間何にも心苦く思し召し。鬼王の如くなる威徳無双の神躰に化し。面を赤く鼻長く。左右の目は日月の如く耀。おそろしげなる形にて。鉾つきて。十禅師権現の天降り玉ふ路次に先立ちて。異相斯くの如き人と御す由告げ来たれば。怖れ畏み有る処に。天鈿女命を出だし。我行きて其の子細を尋ねんとて。彼の在所に至りて。元は何なる人と問ひ玉ふに。答て云ふ。我をば猿田彦と號す。實には高皇産靈命也。皇孫降臨路次を守護の為。此の鉾を以て邪鬼の者を拂ひ退け。諸道の印を結びて道路を鎭する故に。我が跡に付て神幸有らば。もろもろの怖れ有るべからずと畏み示し玉ふ。鈿女命此の事を奏し玉ふに。諸神大きに悦びて。成無異無事降臨玉ふ。大行事権現は。猿田彦の神にて御す故に。此の鎭道の神の御形状傳か。今の王舞有之。此の王の舞と師子との不通を神幸無事也。大行事は十禅師を擁護す。今の社稷も十禅師に向かひ玉ふ。凡そ山王の惣後見は。一切の行事をば。此の大行事権現の成し玉ふ事也。山王勧請の所には。何くにも又此の神を奉斎すへき事也。されば鹽下の惣社にも。惠心先德自ら猿の行事の神躰を奉造り崇め制玉へり是を彌行事と號く。—『続群書類従』
古事記は、『是高木神者、高御産巣日神之別名。』として、天下り事業を指揮する途中、天若日子を処断する時に神名を変える。対して日本書紀では「高皇産靈命」で通すのだが、この名を冠する神社は北部九州では見かけず、「高木」「鷹栖」ばかり。十禅寺とは国常立尊から数えて10代目の意で、瓊瓊杵尊（ににぎ）を指す。英彦山は瓊瓊杵尊の父、天之忍穂耳命（あめのおしほみみ）の鎮まる山であり、瓊瓊杵尊を祀る社殿もある。
雲仙四面宮
雲仙四面宮も、筑紫国魂社を名乗ったことがある。雲仙岳は高来山とも呼ばれ、筑後平野から仰ぎ見る神奈備であった。
四面宮改め温泉神社群については、最近になって 四面宮会のホームページ が出来たので、そちらを参照されたい。